# Chasmocranus truncatorostris
Chasmocranus truncatorostris är en fiskart som beskrevs av Nikolai Andreyevich Borodin 1927. Chasmocranus truncatorostris ingår i släktet Chasmocranus och familjen Heptapteridae. Inga underarter finns listade i Catalogue of Life.